# Кругликова, Вера Петровна
Вера Петровна Кругликова (18 января 1889, Самара, Самарская губерния, Российская империя — 18 ноября 1972, Москва, СССР) — советский библиограф, библиографовед, вошедшая в историю отечественного библиотековедения как зачинатель Отечественной предметизации.

## Биография
Родилась 18 января 1889 года в Самаре. После окончания средней школы поступила на Высшие женские курсы, после окончания которых устроилась на работу в ГБЛ и проработала там вплоть до 1932 года. В 1930 году начала свою работу в области предметизации. В 1932 году устроилась на работу во ВКП, где начала организовывать печать каталожных карточек в области централизованной предметизации.
Скончалась 18 ноября 1972 года в Москве.

## Научные работы
Основные научные работы посвящены отраслевым методикам библиографии. Автор ряда научных работ и три монографии.
- Разработала принципы и правила расстановки в предметном каталоге, а также систематически изложила основы теории и методики предметизации, выявила и определила её основные категории, обозначила подходы для всех предметизационных систем.